# Listă de filme considerate cele mai proaste
Aceasta este o listă de filme americane considerate a fi cele mai proaste din istorie. Fiecare film din această listă a fost denumit la un moment dat ca fiind „cel mai prost film făcut vreodată”. Sursele folosite la realizarea acestei liste includ aprecierile făcute de Rotten Tomatoes, de Internet Movie Database, lista lui Roger Ebert cu cele mai urâte filme sau lista filmelor care au fost „recompensate” cu Zmeura de Aur.

## Filmele idol

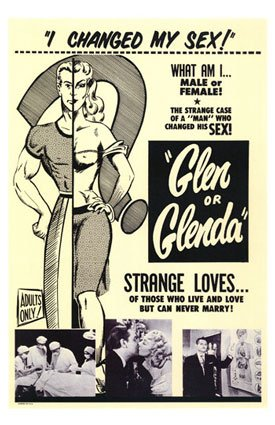
Glen or Glenda, (1953)

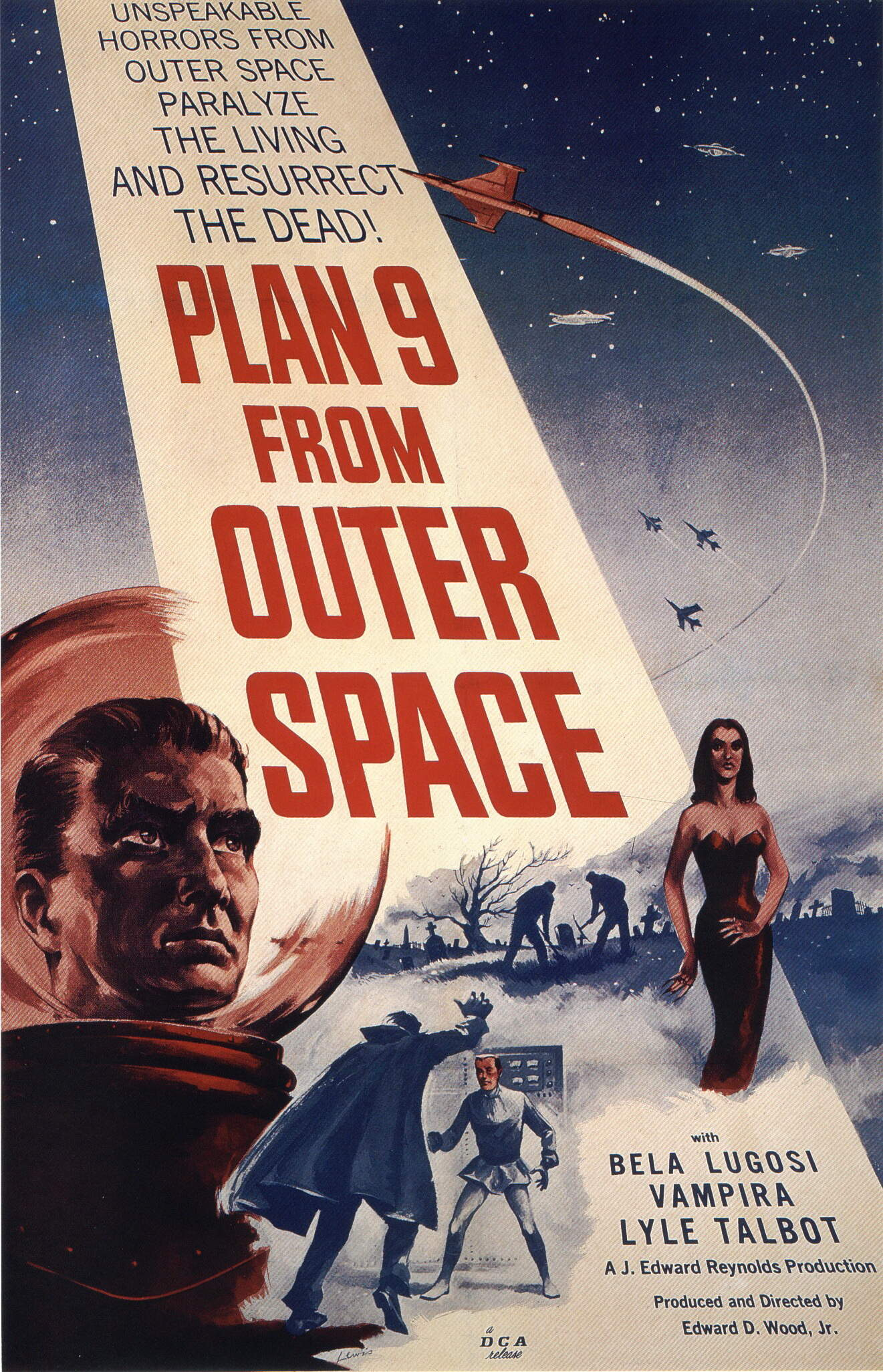
Plan 9 from Outer Space (1959)

Unele filme au devenit filme idol, parțial ca urmare a particularităților lor, sau din cauza statutului de film B cu buget redus. Fanii acestor filme folosesc adesea expresia așa de rău că e bine pentru a descrie filmele care sunt atât de prost făcute încât acestea devin o distractivă comedie a erorilor. Spre deosebire de alte categorii de filme proaste aceste filme au fani înfocați care le iubesc din cauza calității slabe a acestora, deoarece în mod normal, ploaia de erori (tehnice sau artistice) sau scenariul aiurea realizat este puțin probabil să fi văzut în altă parte.
Filmele din această categorie sunt: 
- Glen or Glenda, (1953). Leonard Maltin l-a considerat ca fiind cel mai prost film din istorie[1], mai prost și decât Plan 9 from Outer Space.
- Robot Monster (1953)
- Plan 9 from Outer Space (1959)
- The Beast of Yucca Flats (1961)
- Eegah (1962)
- The Creeping Terror (1964)
- Santa Claus Conquers the Martians (1964)
- Monster A Go-Go (1965)
- Manos: The Hands of Fate (1966)
- Hobgoblins (1987)
- Troll 2 (1990)
- The Room (2003)

## Adaptări foarte slabe
- Howard the Duck (1986)
- Battlefield Earth (2000)
- House of the Dead (2003)
- Catwoman (2004)
- Alone in the Dark (2005)
- Doogal (2006)

## Filme bazate pe vedete de cinema
- The Conqueror (1956)
- Inchon (1982)
- Stop! Or My Mom Will Shoot (1992)
- Poștașul (1997)
- An Alan Smithee Film: Burn Hollywood Burn (1998)
- Ballistic: Ecks vs. Sever (2002)
- Gigli (2003)
- I Know Who Killed Me (2007)
- The Hottie and the Nottie (2008)

### Filme bazate pe alte vedete
Uneori anumite filme s-au bazat pe povestea unei vedete din alte domenii, cum ar fi muzica sau sportul, dar s-au dovedit tot eșecuri.
- Kazaam (1996) - în film apare Shaquille O'Neal, notat cu doar 4% de site-ul Rotten Tomatoes[2] și doar 2.4/10 la IMDb. New York Times i-a acordat nota 1/10 și a titrat: Memo către Shaquille O'Neal: Nu renunta la locul tău de muncă de noapte[3]
- Glitter (2001)
- From Justin to Kelly (2003)

## Comedii proaste
- Leonard Part 6 (1987)
- Underground Comedy Movie (1999)
- Freddy Got Fingered (2001)
- The Adventures of Pluto Nash (2002)
- Disaster Movie (2008)
- All About Steve (2009)
- Camera Terorii (2016)

## Exploatări
Cineaștii, uneori, încercă să folosească prea mult un conținutul considerat tabu sau șocant de către publicul larg în ideea de a atrage curioșii. Dacă este executat slab, această metodă se poate întoarce împotriva lor. Aceste filme sunt de obicei filme idol, cu toate acestea, scenele exagerate de nuditate, moarte, violență sunt deseori atât de prost executate încât acestea tind să devină mai curând comice decât șocante. 
- Myra Breckinridge (1970)
- Showgirls (1995)
- Striptease (1996)

## Continuări, refaceri, clone
- Mac and Me (1988)
- Swept Away (2002)
- SuperBabies: Baby Geniuses 2 (2004)
- Son of the Mask (2005)
- Basic Instinct 2 (2006)
- Daddy Day Camp (2007)